# Bret Loehr
Bret Loehr (* 9. Juli 1993 in Tarzana, Kalifornien) ist ein US-amerikanischer Kinderdarsteller. Seine bisher größte Rolle hatte er im Alter von 10 Jahren in Identität.

## Leben
Bret Loehr wuchs mit seinen zwei Brüdern in Tarzana und Los Angeles auf.

### Karriere
Seinen ersten Auftritt hatte Bret Loehr mit 5 Jahren in einem Werbespot. Später folgten Gastauftritte in diversen Serien, unter anderem in Malcolm mittendrin, Reba, Everwood und Roswell. Seinen Durchbruch hatte Loehr mit der Rolle des Timothy York in Identität.

## Filmografie (Auswahl)
- 2001: Reba
- 2001: Roswell
- 2002: Keine Gnade für Dad
- 2002: Ally McBeal
- 2002: Für alle Fälle Amy
- 2002: Malcolm mittendrin
- 2002: Everwood
- 2003: Identität
- 2003: Emergency Room – Die Notaufnahme
- 2005: Walker, Texas Ranger: Feuertaufe
- 2006: Without a Trace – Spurlos verschwunden
- 2008: Medium – Nichts bleibt verborgen
- 2011: Raising Hope